# Acutaleyrodes
Acutaleyrodes is een geslacht van halfvleugeligen (Hemiptera) uit de familie witte vliegen (Aleyrodidae), onderfamilie Aleyrodinae.
De wetenschappelijke naam van dit geslacht is voor het eerst geldig gepubliceerd door Takahashi in 1960. De typesoort is Acutaleyrodes palmae.

## Soort
Acutaleyrodes omvat de volgende soort:
- Acutaleyrodes palmae Takahashi, 1960